# Carcinoplax cooki
Carcinoplax cooki är en kräftdjursart som beskrevs av M. J. Rathbun 1906. Carcinoplax cooki ingår i släktet Carcinoplax och familjen Goneplacidae. Inga underarter finns listade i Catalogue of Life.